# Liste der Baudenkmäler in Tann (Niederbayern)
Auf dieser Seite sind die Baudenkmäler in dem niederbayerischen Markt Tann zusammengestellt. Diese Tabelle ist eine Teilliste der Liste der Baudenkmäler in Bayern. Grundlage ist die Bayerische Denkmalliste, die auf Basis des Bayerischen Denkmalschutzgesetzes vom 1. Oktober 1973 erstmals erstellt wurde und seither durch das Bayerische Landesamt für Denkmalpflege geführt wird. Die folgenden Angaben ersetzen nicht die rechtsverbindliche Auskunft der Denkmalschutzbehörde.

## Ensembles

### Ensemble Ortskern Tann

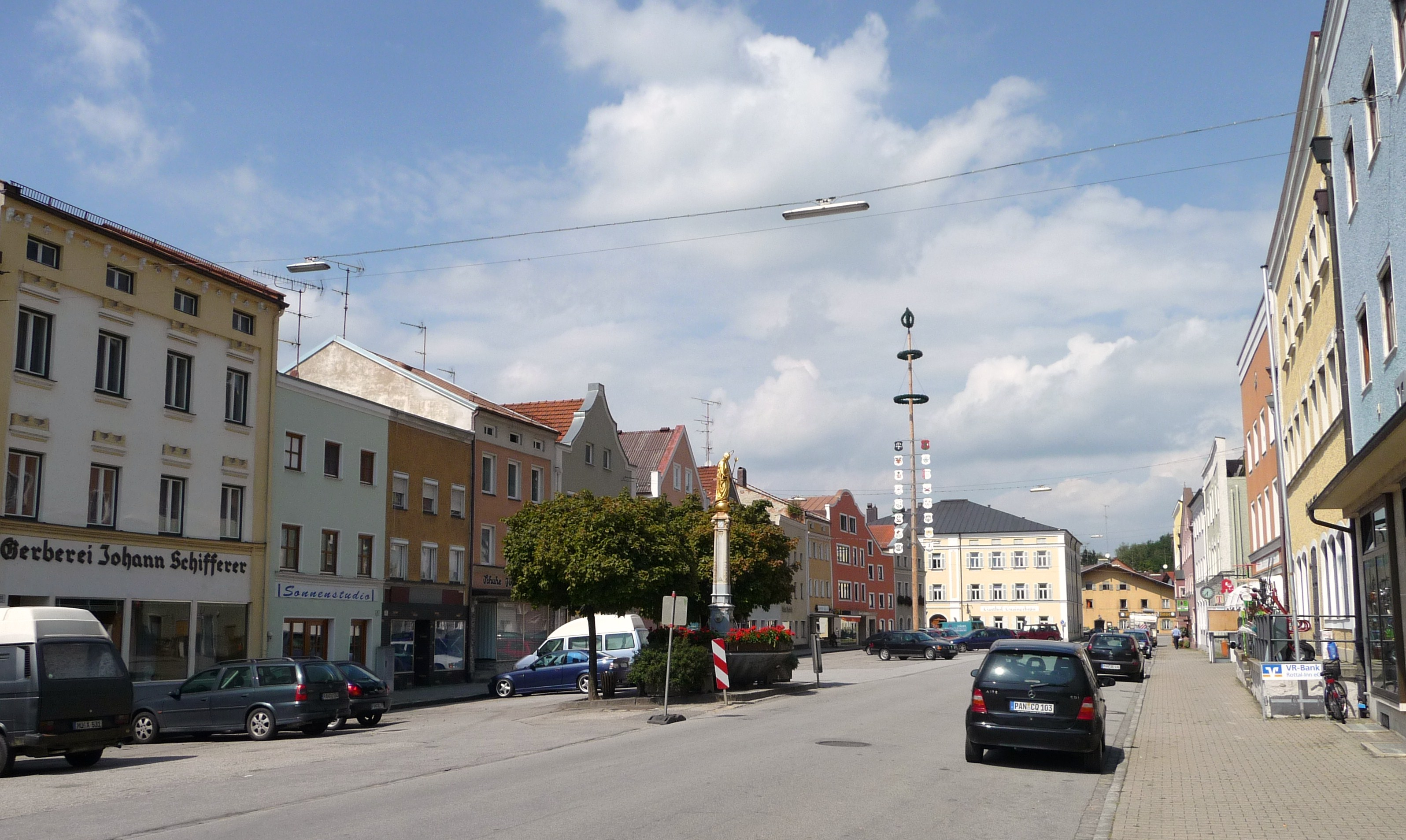

Das Ensemble Ortskern Tann umfasst den Marktplatz, die westlich parallel zu ihm liegende Bachstraße und die im rechten Winkel zu beiden nach Westen ansteigende Kirchgasse. Tann, um 1070 erstmals urkundlich erwähnt, 1234 mit dem Marktrecht ausgestattet und seit 1696 Wallfahrtsort, war jahrhundertelang ein vielbesuchter Handelsort Niederbayerns. Der Marktplatz repräsentiert den Typus südostbayerischer Straßenmärkte des Inntales und erstreckt sich östlich des Tanner Baches in Nord-Süd-Richtung als platzartige Ausweitung der Straße von Pfarrkirchen nach Stammham. Die Bebauung auf spätmittelalterlichem Grundriss zeigt einfache, meist dreigeschossige gemauerte Wohnhäuser, die sich platzwandartig zusammenschließen. Die Bauten stammen aus der Zeit nach der Brandkatastrophe von 1785, die Fassaden gehören dem 19. und 20. Jahrhundert an. Im Aufriss wechseln vorkragende Flachsatteldächer und Giebelabschlüsse mit waagrechten Vorschussmauern. Die Bachstraße mit dem – heute verrohrten – Bach dürfte der ursprüngliche Marktplatz gewesen sein. Hier waren noch im 19. Jahrhundert vor allem Tuchmacher und Weber angesiedelt, denen der Ort im Mittelalter seine überregionale Bedeutung verdankte. In engem Abstand aneinandergereiht begrenzen giebelständige Wohn- und Wirtschaftsgebäude überwiegend des 19. Jahrhunderts den platzartigen Straßenraum. Die Kirchgasse, wohl die Urzelle des Marktes, zweigt in nördlicher Richtung von der Bachstraße ab und führt nach rechtwinkliger Krümmung steil zur hoch über dem Ort gelegenen Pfarr- und Wallfahrtskirche St. Peter und Paul hinauf. Sie ist mit zweigeschossigen Wohnhäusern des ausgehenden 18. und beginnenden 19. Jahrhunderts bebaut, die teils vorkragende Flachsatteldächer, teils traufseitige Dachabschlüsse zeigen. Blickpunkt der malerischen Gasse ist der stattliche Pfarrhof westlich vor der Kirche. Aktennummer: E-2-77-148-1.

## Baudenkmäler nach Ortsteilen

### Tann
| Lage                                            | Objekt                                                     | Beschreibung | Akten-Nr.     | Bild           |
| ----------------------------------------------- | ---------------------------------------------------------- | --- | ------------- | -------------- |
| Dr.-Heuwieser-Straße 5 (Standort)               | Ehemaliges Haus eines Tuchwebers mit Nebengebäude          | 1839; Wohnhaus zweigeschossig mit Schopfwalmdach, horizontale Putzgliederungen, Erdgeschoss mit Putzbänderung; Nebengebäude mit Stall, Remise und Kutscherwohnung, zweigeschossiger Putzbau mit Bundwerkwand und Schopfwalmdach                         | D-2-77-148-59 | BW             |
| Dr.-Heuwieser-Straße 25 (Standort)              | Wohnhaus                                                   | zweigeschossiger Walmdachbau mit Gesimsgliederung und profilierten Fensterrahmungen, um 1850 | D-2-77-148-61 | BW             |
| Eichhornsecker Straße 1 (Standort)              | Gasthof Weideneder                                         | großer, zweigeschossiger Satteldachbau, mit profiliertem Traufgesims, Giebelbändern und segmentbogigen Fenstern, Ende 19. Jahrhundert | D-2-77-148-4  | BW             |
| In Tann (Standort)                              | Denkmal der Heimatvertriebenen                             | grob zugerichtete Granitsteine, mit schmiedeeisernen Wappen und Inschriften, 1952. | D-2-77-148-65 | BW             |
| In Tann (Standort)                              | Kreuzigungsgruppe                                          | Ehemals beim alten Krankenhaus aufgestellt, sechs fast lebensgroße Figuren (Christus, die Schächer Dismas und Gesmas, Mutter Maria, Johannes und Maria Magdalena), Zinkguss der Firma Kustermann, ehemals bemalt, um 1890 (Neuaufstellung 2018)         | D-2-77-148-95 | BW             |
| In Tann (Standort)                              | Wegkapelle                                                 | Putzbau über achteckigem Grundriss, wohl 19. Jahrhundert; mit Ausstattung. | D-2-77-148-16 | BW             |
| Kirchengasse 5 (Standort)                       | Wohnhaus                                                   | zweigeschossig mit vorkragendem flach geneigtem Satteldach, äußere Erscheinung 19. Jahrhundert, im Kern wohl 18. Jahrhundert | D-2-77-148-5  | BW             |
| Kirchengasse 8 (Standort)                       | Wohnhaus                                                   | zweieinhalbgeschossig mit Gesimsgliederungen und flach geneigtem Satteldach, äußere Erscheinung 19. Jahrhundert, im Kern wohl 18. Jahrhundert | D-2-77-148-6  | BW             |
| Kirchengasse 15; Kirchengasse 17 (Standort)     | Pfarrhaus                                                  | zweigeschossiger Walmdachbau, mit Lisenengliederung und profiliertem Traufgesims, Ende 18. Jahrhundert | D-2-77-148-7  | BW             |
| Kirchengasse 19 (Standort)                      | Katholische Pfarr- und Wallfahrtskirche St. Peter und Paul | einschiffige gewestete Saalkirche mit eingezogenem Chor und Ostturm in der Mittelachse, klassizistisch, von Maurermeister Martin Desch aus Pfarrkirchen, 1798–1801; mit Ausstattung; Friedhofsmauer und Korbbogentor mit Giebelaufsatz, 18. Jahrhundert | D-2-77-148-8  | weitere Bilder |
| Marktplatz 2 (Standort)                         | Gasthaus                                                   | zweigeschossiger Putzbau mit stichbogigen Fenstern im Erdgeschoss und flach geneigtem Satteldach, 17./18. Jahrhundert | D-2-77-148-9  | BW             |
| Marktplatz 4; Martin-Grainer-Platz 2 (Standort) | Gasthof                                                    | freistehender, großer, dreigeschossiger Walmdachbau mit Mezzaningeschoss, Gliederung durch Lisenen und Gesimse, Ende 19. Jahrhundert | D-2-77-148-10 | BW             |
| Marktplatz 6 (Standort)                         | Rathaus                                                    | dreigeschossiger Eckbau mit Dachreiter, klassizistische Fassadengliederung, im Kern wohl 17./18. Jahrhundert, eingemauerter Stein mit Hochwasserstand 1702.                                                                                             | D-2-77-148-11 | Rathaus        |
| Marktplatz 9 (Standort)                         | Wohn- und Geschäftshaus                                    | Dreigeschossiger Giebelbau, 15./16. Jahrhundert | D-2-77-148-86 | BW             |
| Marktplatz 34 (Standort)                        | Wohn- und Geschäftshaus                                    | zweigeschossiger Giebelbau, im Kern wohl 18. Jahrhundert, Fassadengliederung und Giebelzinnen, 19. Jahrhundert | D-2-77-148-12 | BW             |
| Marktplatz 39 (Standort)                        | Brauereiwohnhaus                                           | zweigeschossig, mit flach geneigtem Satteldach, Vorschussmauer und stichbogiger Durchfahrt, 17./18. Jahrhundert; Rotmarmorgrabplatte, 16. Jahrhundert, in der Außenwand.                                                                                | D-2-77-148-13 | BW             |
| Marktplatz 42 (Standort)                        | Gasthof                                                    | zweigeschossiger Traufseitbau mit Krüppelwalmdach und Rundbogenfenstern im Obergeschoss, 18./19. Jahrhundert | D-2-77-148-14 | BW             |
| Mitterfeldstraße 7 (Standort)                   | Evang.-Luth. Dreieinigkeitskirche                          | Kirchenbau über ovaloidem Grundriss, eingeschossig, mit gestrecktem Zeltdach, östlich freigestellter Campanile mit schlichtem Übergangsbau, von Hanns Egon Wörlen, 1958/59; im Innern Mosaik von Adolf Kleemann, gleichzeitig.                          | D-2-77-148-64 | BW             |
| Pfarrkirchener Straße 17 (Standort)             | Mariensäule mit Brunnen                                    | vergoldete Marienfigur auf neubarock verziertem Metallpfeiler, achteckiges Brunnenbecken aus Metall, um 1900. | D-2-77-148-67 | BW             |
| Simbacher Straße 24 (Standort)                  | Ehemaliges Tuchmacherhaus                                  | zweigeschossig mit Mansardwalmdach, bezeichnet 1803. | D-2-77-148-15 | BW             |

### Bernatzöd
| Lage                   | Objekt                         | Beschreibung | Akten-Nr.     | Bild |
| ---------------------- | ------------------------------ | --- | ------------- | ---- |
| Bernatzöd 1 (Standort) | Bauernhaus eines Vierseithofes | ehemaliges Wohnstallhaus mit Blockbau-Obergeschoss, Traufschrot und flach geneigtem Satteldach, 1. Drittel 19. Jahrhundert | D-2-77-148-19 | BW   |

### Burgstall
| Lage                      | Objekt     | Beschreibung                                                               | Akten-Nr.     | Bild |
| ------------------------- | ---------- | -------------------------------------------------------------------------- | ------------- | ---- |
| Nähe Burgstall (Standort) | Wegkapelle | Putzbau mit halbrunder Apsis, 1. Viertel 19. Jahrhundert; mit Ausstattung. | D-2-77-148-20 | BW   |

### Damreiher
| Lage                   | Objekt      | Beschreibung | Akten-Nr.     | Bild |
| ---------------------- | ----------- | --- | ------------- | ---- |
| Damreiher 1 (Standort) | Vierseithof | Wohnstallhaus, zweigeschossiger Ziegelbau mit Satteldach, um 1920, Stalleinbau 1960er Jahre; Remise und Stadel, Blockbau, Traufschrot, mit profilierten Pfosten und Vierpassöffnungen, Mitte 19. Jahrhundert; Stadel, mit flach geneigtem Satteldach und Ständerbohlen-Bundwerk, Giebel gemauert mit senkrechten Lüftungsschlitzen, bezeichnet 1847; Stall, zweigeschossiger Ziegelbau, 2. Hälfte 19. Jahrhundert | D-2-77-148-60 | BW   |

### Denharten
| Lage                   | Objekt      | Beschreibung | Akten-Nr.     | Bild |
| ---------------------- | ----------- | --- | ------------- | ---- |
| Denharten 1 (Standort) | Vierseithof | um 1850; Bauernhaus, zweigeschossiger Backsteinbau mit Treppengiebel, bezeichnet 1853; Remise, Ziegelbau mit teilweise offenen Arkaden; Stadel, mit flach geneigtem Satteldach und geziegelten Zinnengiebel; Stall, zweigeschossiger Ziegelbau mit Halbwalmdach. | D-2-77-148-21 | BW   |

### Dorn
| Lage              | Objekt                            | Beschreibung                                                                                       | Akten-Nr.     | Bild |
| ----------------- | --------------------------------- | -------------------------------------------------------------------------------------------------- | ------------- | ---- |
| Dorn 1 (Standort) | Wohnstallhaus eines Vierseithofes | mit zum Teil verbrettertem Blockbau-Obergeschoss, im Kern 1. Drittel 19. Jahrhundert, Dach später. | D-2-77-148-22 | BW   |

### Eiberg
| Lage                              | Objekt                             | Beschreibung | Akten-Nr.     | Bild |
| --------------------------------- | ---------------------------------- | --- | ------------- | ---- |
| Dorfstraße 4 (Standort)           | Ehemaliger Gasthof Prinz           | großer, dreigeschossiger Satteldachbau in Neurenaissanceformen, mit Pilastergliederung, 1907.                                                                      | D-2-77-148-62 | BW   |
| Dorfstraße 21 (Standort)          | Wohnhaus                           | zweigeschossig mit Satteldach und straßenseitigem Zwerchgiebel, neubarocke Fassadengliederung mit Jugendstilelementen, 1909.                                       | D-2-77-148-63 | BW   |
| Hiltrachinger Straße 3 (Standort) | Südflügel eines Vierseithofes      | Remise mit Traidkasten und hofseitigem Schrot und Steildach, 1. Drittel 19. Jahrhundert; Stallstadel mit hofseitiger Ständerbohlenwand und Bundwerk, gleichzeitig. | D-2-77-148-24 | BW   |
| Kirchenstraße 5 (Standort)        | Katholische Pfarrkirche St. Petrus | einschiffiger Massivbau mit südseitigen Turm, erbaut im 15. Jahrhundert, im 18. Jahrhundert barockisiert, 1843/44 erweitert und überformt; mit Ausstattung.        | D-2-77-148-23 | BW   |
| Thaler Feld (Standort)            | Wegkapelle                         | Holzbau mit Satteldach, wohl noch 18. Jahrhundert; mit Ausstattung.                                                                                                | D-2-77-148-69 | BW   |

### Eichhornseck
| Lage                      | Objekt                                | Beschreibung | Akten-Nr.    | Bild |
| ------------------------- | ------------------------------------- | --- | ------------ | ---- |
| Brunnauer Holz (Standort) | Wegkapelle                            | sog. Kümmerniskapelle, hoher Backsteinbau mit Satteldach und halbrundem Schluss, am Gitter bezeichnet 1866; mit Ausstattung; im südlichen                                        | D-2-77-148-2 | BW   |
| Eichhornseck 5 (Standort) | Katholische Filialkirche St. Leonhard | unverputzter einschiffiger Backsteinbau mit kaum eingezogenem Chor und südseitigem Turm, 2. Hälfte 15. Jahrhundert, Langhausmauern im Kern 13./14. Jahrhundert; mit Ausstattung. | D-2-77-148-1 | BW   |

### Fraunleiten
| Lage                     | Objekt              | Beschreibung | Akten-Nr.     | Bild |
| ------------------------ | ------------------- | --- | ------------- | ---- |
| Fraunleiten 7 (Standort) | Kleiner Einfirsthof | Eckfletzhaus mit zweigeschossigem Blockbau, Giebelschrot und flach geneigtem Satteldach, an der Firstpfette bezeichnet 1777; quer angesetzter Stadel mit Ständerbohlen-Bundwerk und flach geneigtem Satteldach, bezeichnet 1780. | D-2-77-148-25 | BW   |

### Giltshof
| Lage                  | Objekt | Beschreibung                                                                               | Akten-Nr.     | Bild |
| --------------------- | ------ | ------------------------------------------------------------------------------------------ | ------------- | ---- |
| Giltshof 3 (Standort) | Stadel | Ziegelbau mit Satteldach, im Erdgeschoss teilweise mit Arkaden, 1. Drittel 19. Jahrhundert | D-2-77-148-26 | BW   |

### Haag
| Lage              | Objekt                   | Beschreibung                                                                                             | Akten-Nr.     | Bild |
| ----------------- | ------------------------ | --- | ------------- | ---- |
| Haag 1 (Standort) | Zugehörig kleiner Stadel | mit flach geneigtem Satteldach und Bundwerkzone, 1. Drittel 19. Jahrhundert, 1950 Umbau zum Stallstadel. | D-2-77-148-27 | BW   |

### Haberzagl
| Lage                    | Objekt                    | Beschreibung                                                      | Akten-Nr.     | Bild |
| ----------------------- | ------------------------- | ----------------------------------------------------------------- | ------------- | ---- |
| In Haberzagl (Standort) | Zugehöriges Mühlengebäude | zweigeschossiger Ziegelbau mit Kniestock und Satteldach, um 1900. | D-2-77-148-66 | BW   |

### Haupold
| Lage                 | Objekt             | Beschreibung                                                                          | Akten-Nr.     | Bild |
| -------------------- | ------------------ | ------------------------------------------------------------------------------------- | ------------- | ---- |
| Haupold 1 (Standort) | Zugehöriger Stadel | zweitenniger verbretterter Ständerbohlenbau mit Satteldach, 1. Hälfte 19. Jahrhundert | D-2-77-148-29 | BW   |

### Hirschdobl
| Lage                    | Objekt      | Beschreibung | Akten-Nr.     | Bild |
| ----------------------- | ----------- | --- | ------------- | ---- |
| Hirschdobl 7 (Standort) | Dreiseithof | Wohnstallhaus, zweigeschossiger Blockbau mit Traufschrot, Erdgeschoss teilweise ausgemauert, Satteldach nachträglich in Firstrichtung gedreht, gegen Mitte 19. Jahrhundert; Stallstadel, mit Ständerbohlen-Obergeschoss, gleichzeitig; Stadel, eintennig, mit Ständerbohlenwänden und Bundwerk, gleichzeitig. | D-2-77-148-30 | BW   |

### Kollbach
| Lage                  | Objekt                            | Beschreibung | Akten-Nr.     | Bild |
| --------------------- | --------------------------------- | --- | ------------- | ---- |
| Kollbach 2 (Standort) | Wohnstallhaus eines Vierseithofes | breit gelagerter Bau mit zum Teil verputztem Blockbau-Obergeschoss und flach geneigtem Satteldach, Ende 18. Jahrhundert; Westflügel, Stallstadel mit hofseitigem Bundwerk über massivem Erdgeschoss, Mitte 19. Jahrhundert | D-2-77-148-31 | BW   |

### Kreil
| Lage               | Objekt        | Beschreibung                                                                                          | Akten-Nr.     | Bild |
| ------------------ | ------------- | --- | ------------- | ---- |
| Kreil 1 (Standort) | Wohnstallhaus | mit Blockbau-Obergeschoss, Bundwerk-Teilen und flach geneigtem Satteldach, 2. Viertel 19. Jahrhundert | D-2-77-148-32 | BW   |

### Krottenbach
| Lage                                                      | Objekt                            | Beschreibung | Akten-Nr.     | Bild |
| --------------------------------------------------------- | --------------------------------- | --- | ------------- | ---- |
| Krottenbach 2; Krottenbach 3; Nähe Krottenbach (Standort) | Wohnstallhaus eines Vierseithofes | zum Teil in offenem Blockbau, mit flach geneigtem Satteldach, im Kern Ende 18. Jahrhundert; Stallstadel, unverputzter Backsteinbau mit Ständerbohlen-Bundwerk, Mitte 19. Jahrhundert; Stadel, eintennig, mit Ständerbohlen-Bundwerk und geziegelten Giebelseiten, Mitte 19. Jahrhundert; Remise, verbretterter Ständerbau, Mitte 19. Jahrhundert | D-2-77-148-34 | BW   |

### Langeneck
| Lage                   | Objekt     | Beschreibung                                                             | Akten-Nr.     | Bild |
| ---------------------- | ---------- | ------------------------------------------------------------------------ | ------------- | ---- |
| Langeneck 2 (Standort) | Wegkapelle | gemauerter Satteldachbau mit halbrundem Abschluss, Mitte 19. Jahrhundert | D-2-77-148-35 | BW   |

### Madlau
| Lage                            | Objekt                         | Beschreibung | Akten-Nr.     | Bild |
| ------------------------------- | ------------------------------ | --- | ------------- | ---- |
| Madlau 1; Madlau 1 b (Standort) | Bauernhaus eines Vierseithofes | mit Blockbau-Obergeschoss, Traufschrot und nachträglich gedrehtem Dach, Anfang 19. Jahrhundert; Ostflügel mit Blockbauteil (Traidkasten) und Gitterbundwerk, 2. Viertel 19. Jahrhundert; Westflügel, mit Ständerbohlenwand auf der Hofseite, 2. Viertel 19. Jahrhundert | D-2-77-148-36 | BW   |

### Münzenhof
| Lage                      | Objekt     | Beschreibung                                                     | Akten-Nr.     | Bild |
| ------------------------- | ---------- | ---------------------------------------------------------------- | ------------- | ---- |
| Flur Münzenhof (Standort) | Wegkapelle | verputzter Ziegelbau mit halbrunder Apsis, Mitte 19. Jahrhundert | D-2-77-148-18 | BW   |

### Obending
| Lage                  | Objekt                                     | Beschreibung | Akten-Nr.     | Bild |
| --------------------- | ------------------------------------------ | --- | ------------- | ---- |
| Obending 1 (Standort) | Rottaler Wohnstallhaus eines Vierseithofes | zweigeschossiger Blockbau mit zwei Giebelschroten, Spuren von Bemalung und flach geneigtem Satteldach, bezeichnet 1779; Remise, mit Ziegel-Erdgeschoss und Ständerbohlen-Bundwerk, nach Mitte 19. Jahrhundert; Stadel, zweitennig, mit Ständerbohlen-Bundwerk und geziegelten Giebelseiten, nach Mitte 19. Jahrhundert | D-2-77-148-37 | BW   |

### Reichzaun
| Lage                   | Objekt              | Beschreibung                                                                                               | Akten-Nr.     | Bild |
| ---------------------- | ------------------- | --- | ------------- | ---- |
| Reichzaun 1 (Standort) | Zugehörig Südflügel | mit lang gestrecktem Traidkasten im Obergeschoss und flach geneigtem Satteldach, 2. Hälfte 18. Jahrhundert | D-2-77-148-38 | BW   |

### Scheften
| Lage                  | Objekt                            | Beschreibung                                                                                                  | Akten-Nr.     | Bild |
| --------------------- | --------------------------------- | --- | ------------- | ---- |
| Scheften 1 (Standort) | Wohnstallhaus eines Dreiseithofes | Rottaler Bauernhaus, mit zweigeschossigem Blockbau, Schroten und flach geneigtem Satteldach, bezeichnet 1771. | D-2-77-148-39 | BW   |

### Schleindlsberg
| Lage                        | Objekt                                  | Beschreibung | Akten-Nr.     | Bild |
| --------------------------- | --------------------------------------- | --- | ------------- | ---- |
| Schleindlsberg 2 (Standort) | Wohnstallhaus mit Blockbau-Obergeschoss | zum Teil verbrettert, mit flach geneigtem Satteldach, 2. Viertel 19. Jahrhundert; zugehörig lang gestreckter Stadel mit Bundwerk am Obergeschoss, Traufschrot und flach geneigtem Satteldach, gleichzeitig. | D-2-77-148-40 | BW   |

### Schmidhub
| Lage                   | Objekt        | Beschreibung | Akten-Nr.     | Bild |
| ---------------------- | ------------- | --- | ------------- | ---- |
| Schmidhub 2 (Standort) | Wohnstallhaus | Rottaler Bauernhaus mit Blockbau-Obergeschoss, Schroten und flach geneigtem Satteldach, Ende 18. Jahrhundert, 1849 (bezeichnet) Erdgeschoss massiv verändert; zugehörig Traidkasten über Wagenschupfen, mit Bemalung und flach geneigtem Satteldach, Anfang 19. Jahrhundert | D-2-77-148-41 | BW   |

### Solling
| Lage                 | Objekt      | Beschreibung | Akten-Nr.     | Bild |
| -------------------- | ----------- | --- | ------------- | ---- |
| Solling 6 (Standort) | Dreiseithof | Bauernhaus, zweigeschossiger Blockbau mit flach geneigtem Satteldach, im Kern 2. Hälfte 18. Jahrhundert; Stadel mit Ständerbohlenfront und flach geneigtem Satteldach, 1. Viertel 19. Jahrhundert; Stallstadel, mit geziegeltem Erdgeschoss, Mitte 19. Jahrhundert | D-2-77-148-42 | BW   |

### Spöck
| Lage               | Objekt                            | Beschreibung | Akten-Nr.     | Bild |
| ------------------ | --------------------------------- | --- | ------------- | ---- |
| Spöck 2 (Standort) | Wohnstallhaus eines Vierseithofes | Rottaler Bauernhaus mit Blockbau-Obergeschoss, Giebelschrot und flach geneigtem Satteldach, Anfang 19. Jahrhundert; freistehender Traidkasten, mit geständertem Blockbau-Obergeschoss und flach geneigtem Satteldach, Anfang 18. Jahrhundert | D-2-77-148-43 | BW   |

### Steinbach
| Lage                   | Objekt                            | Beschreibung | Akten-Nr.     | Bild |
| ---------------------- | --------------------------------- | --- | ------------- | ---- |
| Steinbach 1 (Standort) | Wohnstallhaus eines Dreiseithofes | Halbstockhaus, zweigeschossiger Blockbau mit gemauertem Stallteil und flach geneigtem Satteldach, bezeichnet 1614, 1907 erneuert. | D-2-77-148-44 | BW   |

### Stritzlöd
| Lage                   | Objekt                 | Beschreibung | Akten-Nr.     | Bild |
| ---------------------- | ---------------------- | --- | ------------- | ---- |
| Stritzlöd 1 (Standort) | Zugehöriger Westflügel | Stadel mit hofseitigem Rautengitter-Bundwerk, geziegelter Giebelseite und flach geneigtem Satteldach, Mitte 19. Jahrhundert | D-2-77-148-45 | BW   |

### Tremmelhof
| Lage                    | Objekt                            | Beschreibung | Akten-Nr.     | Bild |
| ----------------------- | --------------------------------- | --- | ------------- | ---- |
| Tremmelhof 1 (Standort) | Wohnstallhaus eines Vierseithofes | Querstockhaus, zweigeschossiger Satteldachbau mit Backsteingliederung, Gesimsen und Giebelaufsätzen, um 1850/60; Stadel, zweitenniger Bau mit Backsteingliederung und weiß gefassten Putzfeldern, um 1850/60; Stadel mit ehemaligem Saustall, Backsteinbau, um 1850/60, Dach nachträglich etwas erhöht. | D-2-77-148-47 | BW   |

### Walburgskirchen
| Lage                         | Objekt                                            | Beschreibung | Akten-Nr.     | Bild           |
| ---------------------------- | ------------------------------------------------- | --- | ------------- | -------------- |
| Am Kirchgraben 5 (Standort)  | Bauernhaus                                        | ehemaliger Pfarrhof, Einfirsthof und Mittertennbau, Wohnteil weitgehend in Blockbauweise, verbrettert, wohl 18. Jahrhundert, aufgesteiltes Dach Ende 19. Jahrhundert                          | D-2-77-148-50 | BW             |
| Dorfplatz 2 (Standort)       | Katholische Pfarrkirche St. Walburga              | einschiffiger spätgotischer Backsteinbau mit leicht eingezogenem Chor und nordseitigem Turm, 2. Hälfte 15. Jahrhundert, Turm wohl 14. Jahrhundert, Langhauserweiterung 1882; mit Ausstattung. | D-2-77-148-48 | weitere Bilder |
| Schmiedfeldhöhe 6 (Standort) | Wohnstallhaus                                     | Rottaler Bauernhaus, zweigeschossiger Blockbau mit flach geneigtem Satteldach, Erdgeschoss teilweise ausgemauert, 18. Jahrhundert                                                             | D-2-77-148-54 | BW             |
| Zum Ederkreuz 2 (Standort)   | Ehemaliger Einfirsthof (Altbau des Vierseithofes) | Mitterstallbau mit zweigeschossigem Blockbau am Wohnteil und flach geneigtem Satteldach, 18. Jahrhundert                                                                                      | D-2-77-148-51 | BW             |

### Zaunsöd
| Lage                       | Objekt      | Beschreibung | Akten-Nr.     | Bild |
| -------------------------- | ----------- | --- | ------------- | ---- |
| Zaunsöder Weg 6 (Standort) | Einfirsthof | Mittertennbau, zweigeschossiger Blockbau mit flach geneigtem Satteldach, Erdgeschoss teilweise ausgemauert, 4. Viertel 18. Jahrhundert | D-2-77-148-58 | BW   |

### Zimmern
| Lage                                                            | Objekt                              | Beschreibung | Akten-Nr.     | Bild                                |
| --------------------------------------------------------------- | ----------------------------------- | --- | ------------- | ----------------------------------- |
| Dr.-Eichinger-Straße 1; Am Pfarrhof 2; Am Pfarrhof 4 (Standort) | Ehemaliger Pfarrhof                 | vordem Sitz der Deutschordenskommende von Gangkofen; Pfarrhaus, zweigeschossiger Massivbau mit Halbwalmdach, 1725; lang gestreckter Stallstadel mit Satteldach, 1849/51; Einfriedungsmauer mit Torpfeilern, im Kern wohl 18. Jahrhundert | D-2-77-148-56 | BW                                  |
| Dr.-Eichinger-Straße 5 (Standort)                               | Katholische Pfarrkirche St. Michael | einschiffiger spätgotischer Bau mit südseitigem Turm und nördlicher Seitenkapelle, spätes 15. Jahrhundert, Chor und östlicher Teil der Seitenkapelle wohl noch 14. Jahrhundert; mit Ausstattung.                                         | D-2-77-148-55 | Katholische Pfarrkirche St. Michael |
| Dr.-Eichinger-Straße 8 (Standort)                               | Gasthof                             | zweigeschossiger Massivbau mit Figurennische und Halbwalmdach (erneuert), im Kern 2. Viertel 19. Jahrhundert | D-2-77-148-57 | BW                                  |

## Ehemalige Baudenkmäler
In diesem Abschnitt sind Objekte aufgeführt, die früher einmal in der Denkmalliste eingetragen waren, jetzt aber nicht mehr. Objekte, die in anderem Zusammenhang – also z. B. als Teil eines Baudenkmals – weiter eingetragen sind, sollen hier nicht aufgeführt werden. Aktennummern in diesem Abschnitt sind ehemalige, jetzt nicht mehr gültige Aktennummern.

| Lage                            | Objekt               | Beschreibung | Akten-Nr.     | Bild                 |
| ------------------------------- | -------------------- | --- | ------------- | -------------------- |
| Tann Kirchengasse 16 (Standort) | Gasthaus Kirchenwirt | zweigeschossiger, verputzter Eckbau mit Schweifgiebel nach Westen, im Kern zweigeschossiger Blockbau des 18. Jahrhunderts, Erweiterung und Dach mit Giebel, frühes 19. Jahrhundert | D-2-77-148-94 | Gasthaus Kirchenwirt |